# Eero Lehmann
Eero Lehmann (* 17. Mai 1974 in Düsseldorf) ist ein ehemaliger deutscher Fechter und deutscher Meister. 2000 war er als Ersatzmann beim Gewinn der olympischen Bronzemedaille mit der Säbelmannschaft dabei.

## Leben
Eero Lehmann startete für den FC Tauberbischofsheim. 1997 gewann er den deutschen Meistertitel mit dem Säbel, bei den Fechtweltmeisterschaften 1997 in Kapstadt belegte er mit der deutschen Mannschaft den fünften Platz, im Jahr darauf bei den Fechtweltmeisterschaften 1998 in Chaux-de-Fonds war die Mannschaft Sechste, bei den Europameisterschaften 1998 belegte die Equipe den siebten Platz. 1999 erreichte Lehmann in der Einzelwertung bei den Fechtweltmeisterschaften 1999 in Seoul Platz 22. Bei den Europameisterschaften 1999 belegte Lehmann den 15. Platz in der Einzelwertung und wurde mit der Mannschaft Vierter. Bei den Olympischen Spielen 2000 in Sydney schied Lehmann im Einzelwettbewerb gegen seinen Mannschaftskameraden Wiradech Kothny aus. In der Mannschaftswertung wurde Lehmann nicht eingesetzt, als Dennis Bauer, Wiradech Kothny und Alexander Weber Bronze gewannen und damit die erste olympische Medaille deutscher Säbelfechter seit 1936.